# Afschariden

Die Staatsflagge der Afschariden (1737–1796)

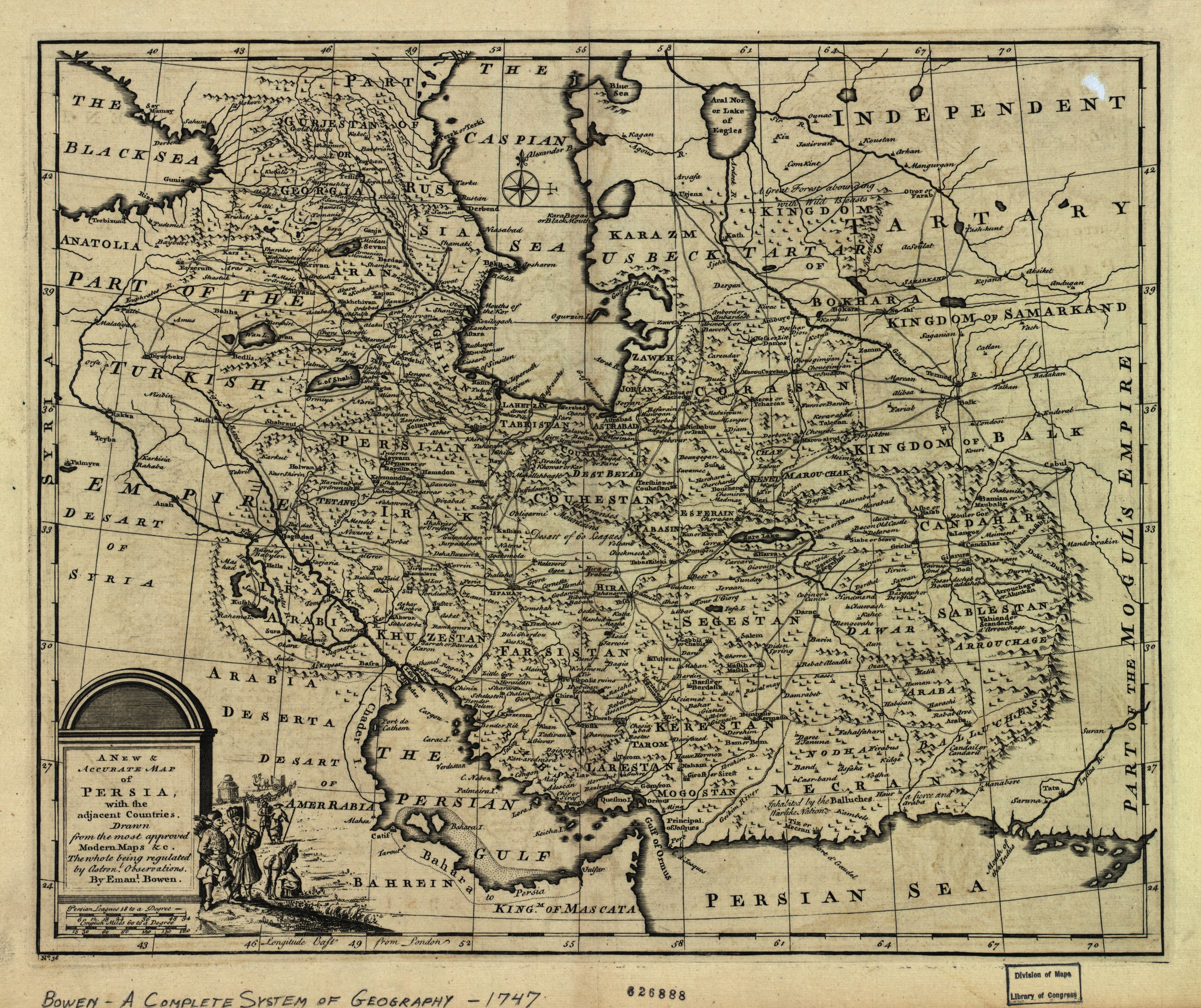
Das Reich der Afschariden im Jahr 1747

Das Reich der Afschariden

Die Afschariden (persisch سلسله افشار) waren eine kurzlebige Herrscherdynastie turkmenischer Herkunft, die von 1736 bis 1796 in Persien (dem heutigen Iran und Afghanistan) regierte. Die Herrscher der Afschariden waren Mitglieder des gleichnamigen Oghusenstammes der Afschar.

## Nadir Schah
Mit dem Zusammenbruch des Safawidenreichs nach der Eroberung von Isfahan durch die Afghanen im Jahr 1722 begann der adoptierte afscharidische General Nadir Chan von Maschhad in Chorasan aus mit der Vereinigung Persiens und der Vertreibung der afghanischen Ghilzai. Dabei kämpfte er formal für den Safawidenschah Tahmasp II. (reg. 1722–1732), der aber politisch machtlos war. Stütze von Nadir Chan war, neben der persischen Armee, der Stamm der Afschar, in den er eingeheiratet hatte.
Bereits im Jahr 1726 gelang Nadir Chan die Vertreibung der afghanischen Ghilzai aus Isfahan und vier Jahre später hatte er die Kontrolle über ganz Persien gewonnen, setzte aber nach der Beseitigung Thamasps II. mit Abbas III. (reg. 1732–1736) nochmals einen Safawiden als Schah von Persien ein. Erst im Jahr 1736 bestieg er als Nadir Schah (reg. 1736–1747) selbst den Thron und begründete die Dynastie der Afschariden.
Die Regierung Nadir Schahs war durch ständige Feldzüge geprägt. So wurde nach der Unterwerfung der Ghilzai in Afghanistan (1737) ein Feldzug gegen die Großmoguln nach Indien unternommen. Mit der Eroberung Delhis im Jahr 1739 in der Schlacht von Karnal kam der Pfauenthron nach Persien. Weitere Feldzüge führten im Folgejahr nach Buchara und Chiwa. 1747 wurden die Osmanen aus Aserbaidschan und dem Kaukasus vertrieben, das diese nach der Entmachtung der Safawiden (1722) besetzt hatten.
Nadir Schah versuchte als Sunnit einen Ausgleich mit den Schiiten zu finden und die Anerkennung der sunnitischen Osmanen zu erreichen. Dies scheiterte am Widerstand der schiitischen Geistlichkeit und führte im Jahr 1747 auch zur Ermordung Nadir Schahs, die einflussreiche Stammesführer der Afscharen und Kadscharen geplant hatten. 
Trotz seiner großen militärischen Erfolge konnte Nadir Schah den wirtschaftlichen Niedergang des Reiches nicht aufhalten, da mit den hohen Steuern für die Unterhaltung des Heeres die Wirtschaft weiter geschädigt wurde. Außerdem versäumte er auch die administrative und finanzielle Sicherung seiner Herrschaft, was zum schnellen Niedergang der Dynastie führte.

## Nachwirkungen
Nach Nadir Schahs Tod brachen erneut schwere Machtkämpfe in Persien aus, bei denen sich sein Enkel Schah Ruch (1748–1796) nur in Chorasan behaupten konnte. Afghanistan machte sich nach dem Tod Nadir Schahs unter Ahmad Schah Durrani endgültig von Persien unabhängig. Im Jahr 1796 wurden die Afschariden auch hier von den Kadscharen gestürzt. In weiten Teilen Persiens setzten sich zwischenzeitlich die Zand-Prinzen durch.

## Herrscher der Afschariden
- Nadir Schah 1736–1747
- Adil Schah 1747–1748
- Ebrāhim Schah Afschār 1748
- Schah Ruch 1748–1768

## Belege
1. ↑  Monika Gronke: Geschichte Irans. Von der Islamisierung bis zur Gegenwart. Beck, München 2003, ISBN 3-406-48021-7, S. 82.